# ویل هرد (خواننده)
ویل هرد (انگلیسی: Will Heard؛ زادهٔ ۲۶ آوریل ۱۹۹۱) موزیسین جاز، ترانه‌سرا، خواننده و خواننده-ترانه‌پرداز اهل بریتانیا است. وی از سال ۲۰۱۳ میلادی تاکنون مشغول فعالیت بوده‌است.